# Cegid
Cegid SA (ehemals Compagnie européenne de gestion par l'informatique décentralisée) ist ein Entwicklungsunternehmen für Managementsoftware (ERP-Software u. a.) mit Sitz in Lyon in Frankreich. Das Unternehmen war im CAC Small gelistet.
Mit einem Jahresumsatz von 241,1 Millionen Euro (2007) und über 2000 Mitarbeitern zählt es zu den zehn größten Unternehmen der Branche in Europa.
Das Unternehmen wurde 1983 gegründet. Gründer des Unternehmens ist Jean-Michel Aulas, der seit 1987 zugleich Präsident des Fußballclubs Olympique Lyonnais ist. Ab 2002 war Patrick Bertrand Geschäftsführer, gefolgt von Pascal Houillon (seit März 2017).
Zwischen 1986 und 2017 war Cegid an der Euronext Eurolist in Paris gelistet sowie an der ITCAC. 2017 wurde das Unternehmen von den neuen Eigentümern, der amerikanischen Kapitalbeteiligungsgesellschaft Silver Lake und der britischen Gesellschaft Altaone von der Börse genommen. Die Beteiligungsgesellschaft KKR & Co. hält seit 2021 einen Minderheitsanteil.
Am 12. Juli 2021 wurde die Übernahme von Talentsoft mit Sitz in Köln abgeschlossen. Am 6. Februar 2025 wurde die Übernahme von sevdesk abgeschlossen, einem Anbieter von Softwarelösungen für die Vorabrechnung, Buchhaltung, elektronische Rechnungsstellung und Online-Steuererklärungen für Mikro- und KMU-Unternehmen in der DACH-Region.
Die Gruppe hat Tochtergesellschaften in Deutschland, Italien, Spanien, UK, USA und China.

## Tochterunternehmen
Im Jahr 2025 übernahm Cegid das 2013 gegründete Softwareunternehmen sevDesk GmbH aus Offenburg, das cloudbasierte Buchhaltungs- und Rechnungssoftware für Selbstständige, Freiberufler sowie kleine und mittlere Unternehmen (KMU) anbietet. Das Hauptprodukt ist die Buchhaltungssoftware bzw. das Rechnungsprogramm sevdesk, die als Software-as-a-Service vertrieben wird.